# Oost (Surinam)
Oost – miasto oraz okręg (ressorten) w dystrykcie Para, w Surinamie. Według danych na rok 2012 miasto zamieszkiwało 8016 osób, a gęstość zaludnienia wyniosła 17,97 os./km².

## Demografia
Ludność historyczna:
| Rok                           | 2004  | 2012  |
| ----------------------------- | ----- | ----- |
| Ludność                       | 7349  | 8016  |
| Gęstość zaludnienia os./km²   | 16,48 | 17,97 |
| Roczna zmiana liczby ludności | +1,1% | +1,1% |

## Klimat
Klimat jest tropikalny. Średnia temperatura wynosi 23°C. Najcieplejszym miesiącem jest listopad (24°C), a najzimniejszym miesiącem jest styczeń (22°C). Średnie opady wynoszą 2492 milimetrów rocznie. Najbardziej wilgotnym miesiącem jest maj (404 milimetry deszczu), a najbardziej suchym miesiącem jest wrzesień (86 milimetrów).